# 荒井香織
荒井 香織（あらい かおり、1981年12月15日 - ）は、日本の舞台女優。兵庫県宝塚市出身。所属は劇団四季→有限会社サウンドウェイ。

## 人物・略歴
- 兵庫県宝塚市の出身である。
- 4歳より地元の子供ミュージカル教室「のんのんミュージカルスタジオ」に通い、小学校の頃から本格的にクラシックバレエを始めた[1]。
- 桐朋学園芸術短期大学演劇科卒業公演「おぐり・OGURI」ではヒロイン照手姫を演じた[2]。
- 2002年劇団四季研究所に第40期として入所した。
- 入団以前に「オペラ座の怪人」を観てメグ・ジリー役に憧れて四季に入団し[3]、実際にメグ・ジリー役を2004-2009の5年にわたって演じ続けた。
- 「オペラ座の怪人」メグ・ジリー役は2004年福岡公演で初登場以来、退団するまで、同福岡公演千秋楽、2005-2007年東京汐留公演 初日・千秋楽、2007-2009年大阪公演 初日・千秋楽、と主要な公演全てに登板する。
- 「キャッツ」シラバブ役は2004年11月東京、五反田公演初日に初登場した。その際、ジェニエニドッツ役の故・服部良子と共に女性雑誌に30時間にわたる密着取材を受けた[4]。

## 出演作品
- 「アンデルセン」
- 「美女と野獣」
- 「桃次郎の冒険」（アンズ）
- 「王様の耳はロバの耳」（バラの精）
- 「オペラ座の怪人」（メグ・ジリー）
- 「キャッツ」（シラバブ）
- 「パルジョーイ」
- 「吉本百年物語」
- 「コンダーさんの恋」
- 「オン・ザ・タウン」
- 「ショウボート (ミュージカル)」